# Motorcade of Generosity
Motorcade of Generosity – pierwszy album zespołu Cake wydany w roku 1994. Zawiera 13 piosenek. Reedycja albumu ukazała się jesienią 2008 roku.

## Spis utworów[2]
1. „Comanche” – 2:09
2. „Ruby Sees All” – 3:00
3. „Up So Close” – 3:13
4. „Pentagram” – 2:19
5. „Jolene” – 5:19
6. „Haze of Love” – 3:08
7. „You Part the Waters” – 2:50
8. „Is This Love?” – 3:19
9. „Jesus Wrote a Blank Check” – 3:10
10. „Rock ’N’ Roll Lifestyle” – 4:14
11. „I Bombed Korea” – 2:19
12. „Mr. Mastodon Farm” – 5:27
13. „Ain't No Good” – 2:40